# Jože Plečnik
Jože Plečnik (także Josef Plecnik, ur. 23 stycznia 1872 w Lublanie, zm. 7 stycznia 1957 tamże) – słoweński architekt, urbanista, grafik, filozof. Jeden z najwybitniejszych architektów XX wieku. W swojej twórczości łączył formy historyczne i nowoczesne, elementy antyczne, orientalne, historyzujące, a przede wszystkim secesyjne, nawiązujące do geometrycznej secesji wiedeńskiej. Działał przede wszystkim w Wiedniu i Pradze i Lublanie.

## Życiorys

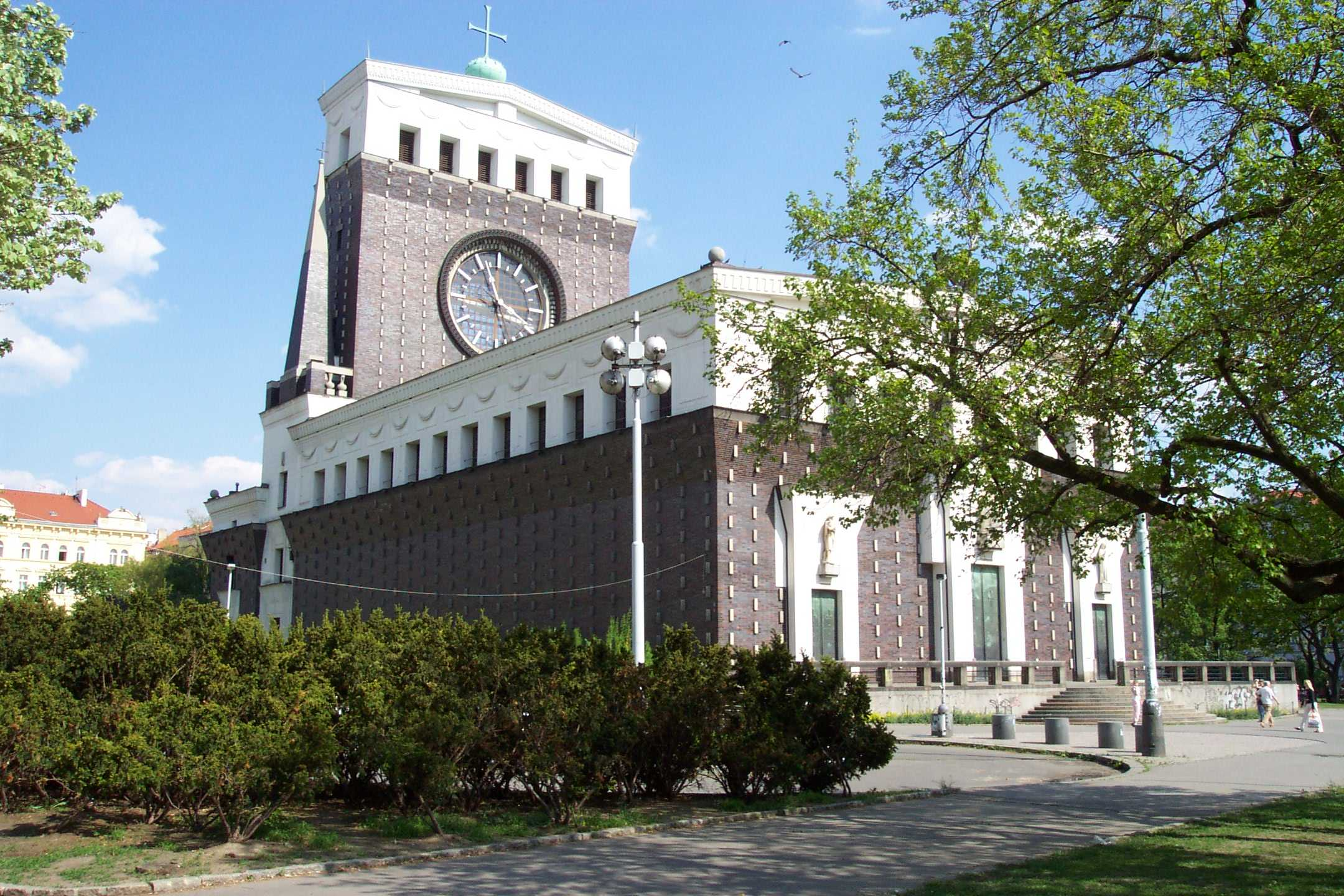
Kościół Najświętszego Serca Jezusowego na Vinohradach w Pradze

Był trzecim z czwórki dzieci Andreja i Heleny. Jako dziecko nie był pilnym uczniem, natomiast dużo rysował. Gimnazjum nie ukończył, pracę rozpoczął w stolarni ojca. Naukę kontynuował w Szkole Rzemiosła Artystycznego w Grazu, którą ukończył w 1892 zdobywając zawód stolarza artystycznego, projektanta mebli.

### Wiedeń
Po ukończeniu szkoły w Grazu Plečnik przeprowadził się do Wiednia, gdzie rozpoczął pracę, jako projektant mebli w fabryce Leopolda Müllera. W 1884 po obejrzeniu wystawy w Künstlerhaus, na której prezentowane były projekty Ottona Wagnera, postanowił zostać architektem. Po rozmowie z Wagnerem przez rok pracował w jego pracowni (nadrabiając braki w wykształceniu), a następnie (1895-1898) studiował w jego klasie w Akademii Sztuk Pięknych w Wiedniu. W nagrodę za najlepszą pracę dyplomową otrzymał stypendium przeznaczone na kilkumiesięczną podróż studyjną do Włoch i Francji.
W latach 1901–1909 był aktywnym członkiem Stowarzyszenia Austriackich Artystów Sztuk Pięknych Secesja, organizując między innymi wystawę sztuki sakralnej. W początkowych latach swojej pracy zawodowej zajmował się przede wszystkim projektowaniem wnętrz, w czym pomogła mu praktyka zdobyta podczas pracy w fabryce mebli. Uznawany był w Wiedniu za „najlepszego projektanta nowoczesnych mebli”. W 1904 otrzymał złoty medal na wystawie światowej w Saint Louis za projekt salonu.
W 1911 został wybrany na następcę Ottona Wagnera przez gremium profesorskie Akademii Sztuk Pięknych w Wiedniu, jednak interwencja arcyksięcia spowodowała, że stanowisko otrzymał Leopold Bauer.
W 1911, urażony skrytykowaniem przez arcyksięcia Ferdynanda projektu kościoła św. Ducha w Wiedniu, przeprowadził się do Pragi, gdzie został profesorem w Szkole Rzemiosła Artystycznego.

### Praga

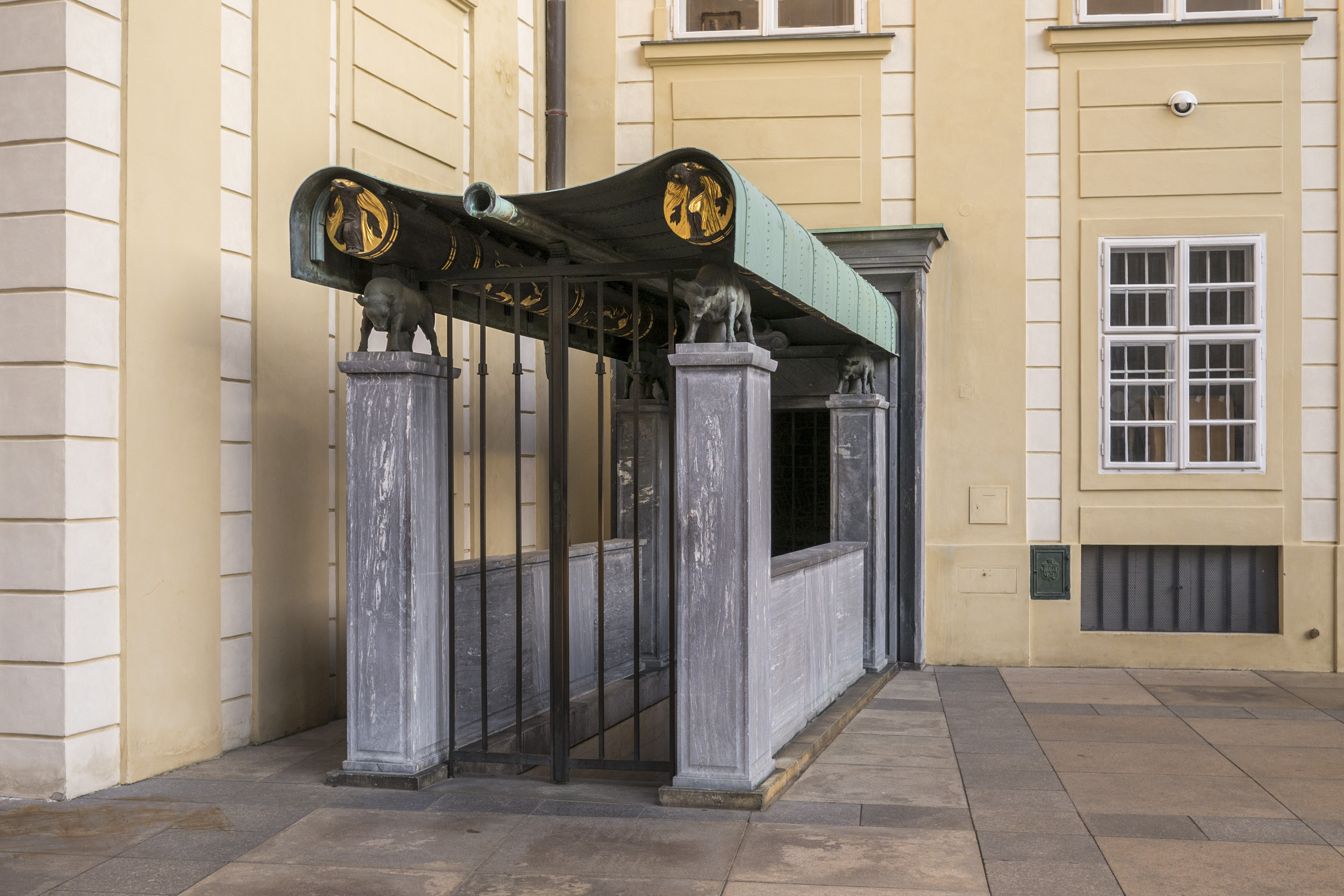
Schody Byków na Hradczanach

W 1920 prezydent Czechosłowacji Tomáš Masaryk mianował Plečnika głównym architektem Hradczan, z czym wiązał się obowiązek kierowania pracami budowlanymi na praskim wzgórzu. W czasie pracy na tym stanowisku Plečnik zaprojektował między innymi: ogrody (Rajski, na Wałach, na Bastionie), dziedzińce (Pierwszy i Trzeci), Sień Kolumnową (zwaną też Sienią Plečnika), Schody Byków, a także był autorem adaptacji pomieszczeń zamkowych na rezydencję prezydenta republiki.

### Lublana
Od 1922 zaczął wykładać w katedrze architektury w Uniwersytecie w Lublanie, jednak do 1935 regularnie przyjeżdżał do Pragi. W 1929 opracował plan regulacyjny miasta (zniszczonego trzęsieniem ziemi w 1895), który został zrealizowany tylko częściowo. Od lat 20. XX wieku do wybuchu II wojny światowej Plečnik zaprojektował i zrealizował większość obiektów budowanych w Lublanie.
Plečnik zmarł w swoim domu w Lublanie w 1957 r. Obecnie w tym domu znajduje się muzeum poświęcone jego twórczości.

## Główne dzieła
- willa inżyniera Karla Langera w Wiedniu, 1900-1901
- kamienica czynszowa przy Wienzeile w Wiedniu, 1901-1902
- willa Hansa Loosa w Melku, 1901
- Zacherl-Haus w Wiedniu, 1903-1905
- fontanna św. Karola Boromeusza w Wiedniu, 1906-1909
- kościół św. Ducha w Wiedniu, 1910-1913
- Ogród Rajski w Pradze (Hradczany), 1920-1926
- Ogród na Wałach w Pradze, 1922-1927
- Ogród na Bastionie w Pradze, 1927-1932
- kościół Najświętszego Serca Jezusowego w Pradze, 1922-1933
- kościół św. Franciszka w Lublanie, 1925-1931
- kościół Wniebowstąpienia Pańskiego w Bogojinie, 1925-1927
- budynek Izby Handlu, Rzemiosła i Przemysłu w Lublanie, 1925-1927
- piramida przy ul. Zoisa w Lublanie, 1927
- budynek Towarzystwa Ubezpieczeń Wzajemnych w Lublanie, 1928-1930
- kościół św. Antoniego Padewskiego w Belgradzie, 1929-1932
- Most Trnovski w Lublanie, 1928-1932
- Potrójny Most w Lublanie, 1929-1932
- ulica Vegi w Lublanie, 1929-1942
- Most Szewski w Lublanie, 1931-1932
- Biblioteka Narodowa i Uniwersytecka w Lublanie, 1936-1941
- pomnik Simona Gregorčiča (1936-1937) i promenada przed budynkiem Biblioteki Narodowej i Uniwersyteckiej (1941-1942) w Lublanie
- kościół św. Michała na Bagnach, Črna Vas, 1937-1938
- Cmentarz Žale w Lublanie, 1938-1940
- gimnazjum Urszulanek w Lublanie, 1939-1941
- jaz na Lubljanicy w Lublanie, 1939-1945
- hale targowe w Lublanie, 1940-1944

## Wyróżnienia i odznaczenia
W 1939 roku został uhonorowany tytułem honorowego obywatela Lublany.
W 2017 roku został pośmiertnie odznaczony Orderem Tomáša Garrigue Masaryka I klasy.